# Esperanza mía (banda sonora)
Esperanza mía es la banda sonora de la telenovela argentina homónima de 2015, lanzada el 21 de mayo de 2015 a través de Sony Music Argentina. El disco contiene un total de 11 canciones originales interpretadas mayormente por Lali Espósito, a excepción de «Lo juro por Dios», interpretada por el cantante mexicano Carlos Rivera, y «Hacia adelante», interpretada por la actriz argentina Ángela Torres. Eduardo Frigerio y Paul Kirzner compusieron la mayoría de las canciones de la banda sonora, y en ocasiones contó con la participación de reconocidos cantautores argentinos como Luciano Pereyra, Ale Sergi de Miranda!, y Florencia Bertotti. Por otra parte, Espósito presentó algunas composiciones para la banda sonora, habiendo escrito dos canciones en conjunto con Luis Burgio, Nano Novello y Pablo Akselrad.
En cuanto a su recepción comercial, el álbum debutó y alcanzó el primer puesto en Argentina y Uruguay, y recibió una certificación de platino por la Cámara Argentina de Productores de Fonogramas y Videogramas (CAPIF), tras vender 40 000 copias. Por otra parte, la banda sonora recibió una nominación a la mejor álbum banda de sonido de cine/televisión en la 16.ᵃ edición de los premios Gardel. Asimismo, «Tengo esperanza», el sencillo principal, ganó un Premio Martín Fierro a mejor cortina musical y recibió una nominación en la misma categoría en los Premios Tato, también obtuvo una nominación a canción local favorita en los Kids Choice Awards Argentina en la que perdió contra otra canción de Lali, «Mil años luz».

## Recepción

### Desempeño comercial
En Argentina, la banda sonora de Esperanza mía debutó en la tercera posición del Argentina Albums Chart con tan solo diez días de publicado. Al mes siguiente, alcanzó la primera posición y allí se mantuvo en la cima durante tres meses. En agosto de ese año, recibió disco de platino por parte de Cámara Argentina de Productores de Fonogramas y Videogramas (CAPIF) certificando cuarenta mil de unidades vendidas en territorio. Por otra parte, en Uruguay, la banda sonora debutó en la primera posición; marcando el primer álbum número uno de Espósito en el país.

## Promoción

### Interpretaciones en directo
El 11 de mayo de 2015, Espósito participó de la apertura del programa argentino de Bailando por un sueño. La cantante comenzó su actuación en escenario luciendo un vestido largo mediante un sistema de mapping sobre su vestuario, replicando al que utilizó Jennifer Lopez en la final de American Idol, interpretando «Mil años luz», canción de su álbum debut A bailar (2015). Y luego, apareció vestida con la sotana y un crucifijo en el pecho cantando «Tengo esperanza», acompañada con un séquito de curas y monjas desarrollando una coreografía. Más tarde ese año, Espósito interpretó la misma canción en el final de temporada del programa, junto con «Cómo haremos». Espósito también interpretó el tercer tema del disco, «Júrame», durante la tercera y cuarta etapa de su gira A Bailar Tour.

### Esperanza mía: el musical
El elenco interpretó la banda sonora en una residencia por Argentina, llamada Esperanza mía: el musical. La obra estuvo protagonizada por Lali Espósito y Mariano Martinez, junto con parte del elenco de la serie televisiva; asimismo contó más de diecinueve artistas en escena. La dirección estuvo a cargo de Valeria Ambrosio, mientras que Adrián Suar y Fernando Blanco se encargaron de la producción general. El musical realizó una función especial de estreno para famosos y la prensa argentina el 3 de julio de 2015, mientras que su debut oficial llevó a cabo al día siguiente, en el Teatro Opera Allianz de Buenos Aires. De acuerdo a la enorme demanda, se agregaron más de 20 funciones desde su anuncio y finalizó con un total de 75 funciones en el recinto. En septiembre del mismo año, realizó presentaciones en Córdoba y Rosario. La obra finalizó en diciembre con tres funciones en el Estadio Luna Park, con más de 120 mil espectadores en su totalidad.

### Premios y nominaciones
| Año  | Premiación            | Categoría                                      | Resultado | Ref.  |
| ---- | --------------------- | ---------------------------------------------- | --------- | ----- |
| 2016 | Premios Carlos Gardel | Mejor álbum banda de sonido de cine/televisión | Nominada  | [ 4 ] |

Canciones
| Año  | Premiación                   | Categoría              | Resultado | Ref.   |
| ---- | ---------------------------- | ---------------------- | --------- | ------ |
| 2015 | Kids Choice Awards Argentina | Canción local favorita | Nominada  | [ 23 ] |
| 2015 | Premios Tato                 | Mejor cortina musical  | Nominada  | [ 24 ] |
| 2016 | Premios Martín Fierro        | Mejor cortina musical  | Ganador   | [ 25 ] |

## Lista de canciones
| Esperanza mía |                         |                                                                       |                                      |          |  |
| N.º           | Título                  | Escritor(es)                                                          | Productor(es)                        | Duración |  |
| 1.            | «Tengo esperanza»       | Eduador Frigerio Federico San Millán Floriencia Ciarlo Paul Kirzner   | Eduador Frigerio Federico San Millán | 3:11     |  |
| 2.            | «Cómo haremos»          | Lolo Micucci Luciano Pereyra Paul Kirzner                             | Matias Zapata                        | 2:57     |  |
| 3.            | «Jurame»                | Mariana Espósito Luis Burgio Nano Novello Pablo Akselrad Paul Kirzner | Gustavo Novello                      | 3:09     |  |
| 4.            | «Gloria»                | Federico Montero Fernando López Rossi Paul Kirzner                    | Fernando López Rossi                 | 2:40     |  |
| 5.            | «El ritmo del momento»  | Ale Sergi                                                             | Matias Zapata                        | 3:27     |  |
| 6.            | «Necesito»              | Federico Montero Fernando López Rossi Paul Kirzner                    | Fernando López Rossi                 | 2:58     |  |
| 7.            | «Hacia adelante»        | Eduardo Frigerio Federico San Millán Florencia Ciarlo Paul Kirzner    | Eduardo Frigerio Federico San Millán | 3:24     |  |
| 8.            | «Lo juro por Dios»      | Eduardo Frigerio Fernando San Millán Paul Kirzner                     | Eduardo Frigerio Federico San Millán | 4:04     |  |
| 9.            | «Siempre brilla el sol» | Federico Montero Fernando Lopéz Rossi Paul Kirzner                    | Fernando Lopéz Rossi                 | 2:16     |  |
| 10.           | «Muero por vos»         | Florencia Bertotti Guillermo Lorenzo Paul Kirzner                     | Willie Lorenzo                       | 2:56     |  |
| 11.           | «Esperanza mía»         | Mariana Espósito Luis Burgio Nano Novello Pablo Akselrad Paul Kirzner | Gustavo Novello                      | 3:42     |  |
| 34:49         |                         |                                                                       |                                      |          |  |

## Posicionamiento en listas
| Listas (2015)     | Mejor posición |
| ----------------- | -------------- |
| Argentina (CAPIF) | 1              |
| Uruguay (CUD)     | 1              |

| Listas (2015)     | Mejor posición |
| ----------------- | -------------- |
| Argentina (CAPIF) | 3              |

## Certificaciones
| País      | Organismo certificador | Certificación | Ventas certificadas | Ref.  |
| --------- | ---------------------- | ------------- | ------------------- | ----- |
| Argentina | CAPIF                  | Platino       | 40 000              | [ 3 ] |

## Historial de lanzamientos
| País      | Fecha              | Formato(s)                  | Discográfica         | Ref.   |
| --------- | ------------------ | --------------------------- | -------------------- | ------ |
| Mundial   | 21 de mayo de 2015 | Descarga digital, streaming | Sony Music Argentina | [ 28 ] |
| Argentina | 21 de mayo de 2015 | Disco compacto              | Sony Music Argentina | [ 29 ] |